# Sally in Our Alley (film, 1913)
Pour les articles homonymes, voir Sally in Our Alley.
Pour plus de détails, voir Fiche technique et Distribution.
Sally in Our Alley est un film muet américain réalisé par Colin Campbell et sorti en 1913.

## Fiche technique
- Réalisation : Colin Campbell
- Scénario : Hettie Grey Baker
- Date de sortie : États-Unis : 28 mars 1913

## Distribution
- Frank Clark
- Bessie Eyton
- William Hutchinson
- Lillian Leighton
- Wheeler Oakman
- Tom Santschi